# チュルブスコの戦い
チュルブスコの戦い（チュルブスコのたたかい、英:Battle of Churubusco）は米墨戦争のコントレラスの戦い直後、1847年8月20日に起こった戦闘である。チュルブスコにおけるメキシコ軍の敗北で、アメリカ軍はメキシコシティまでわずか5マイル (8 km) を残すのみとなった。

## 背景
メキシコ軍はコントレラスとサン・アントニオでの敗北に続いてチュルブスコの村落まで後退した。サン・アントニオからの後退の間、メキシコ守備軍（第1防御線あるいは時として「中央軍」、N・ブラボ将軍指揮の約2,000名。内訳は700名の「イダルゴ」隊、500名の「ビクトリア」国防大隊およびA・ゼレセロ大佐とJ・G・ペリディゴン・ガレイ大佐の指揮する800名）は、アメリカ軍ウィリアム・J・ワース将軍師団のクラーク旅団に側面を衝かれた。アメリカ軍は将軍代行のペリディゴン・ガレイを含み約500名を捕虜に取り、5門の大砲を捕獲した。アメリカ軍はその後の攻撃のためにコントレラスから来た部隊との統合を始めた。
メキシコ軍はサンタ・マリア・デ・チュルブスコのフランシスコ会修道院で抵抗を試みた。この修道院は周りの地形に比べて高さの利点は無かったが、小さな川があって橋が1つ架かっており、アメリカ軍はまずこれを破る必要があった。修道院の石壁に加えて、攻撃に先立ってメキシコ軍が掘り始めていた不完全な一連の塹壕も防御に一役買っていた。防御部隊は「インデペンデンシア」と「ブラボス」の大隊（その90%は戦闘経験が無かった）と聖パトリック大隊からの1,300名だった。援軍として送られたトラパとラゴス大隊の部隊も幾らかはいた。この部隊には大砲が7門あった。
大砲3門は右手に、2門は中央に、残り2門は左手に据えられた。「インデペンデンシア」大隊は上部壁、橋に繋がる右側面、防御の無い南と北の側面および戦場に面した2つの日干し煉瓦づくり小屋を割り当てられた。「ブラボス」大隊と聖パトリック大隊は左手、バリケードの後ろに配置された。チュルブスコ川に沿った支援として、ペレス旅団2,500名（第11戦列、第1、第3および第4軽歩兵連隊）がいた。

## 戦闘
アメリカ軍ウィリアム・J・ワースとデイビッド・E・トウィッグスの各師団、総勢5,000名による最初の猛攻はうまく撃退された。マニュエル・リンコン将軍の副指揮官ペドロ・マリア・アナヤが左側面に来た特に激しい攻撃を撥ね返した。橋が敵の手に落ちそうになったときに、民兵の3つの小集団が到着して防御隊を支援した。激しい戦いが3時間続き、「インデペンデンシア」大隊は何度も後方に緊急伝令を送っていたが、そこで弾薬が尽き掛けた。この弾薬不足は防御部隊が使っているライフル銃に合わない口径のものが送られてきたためだった。もし弾薬の口径が正しいものであったならば、防御部隊はもう少し長く抵抗できていたはずだった。
メキシコ軍の大砲のうち2門は熱で溶け、もう1門もその架台から落ちてしまった。「インデペンデンシア」大隊のフランシスコ・ペニュニュリ中佐は一握りの兵士を率いて銃剣突撃を行い敗北した。ペニュニュリと彼に付いていたルイス・マルティネス・デ・カストロ大尉は、後に修道院の門前にある記念碑に軍葬の礼で葬られた。
「ブラボス」大隊の士官達は修道院の壁の上に3度白旗を掲げようとした。しかし、聖パトリック大隊の者達は捕虜になった場合に待ち受ける運命を怖れ、そうすることを妨げた。それでも聖パトリック大隊のうちの72名は最終的に捕虜になり、指導者ジョン・ライリーを含み脱走罪で軍法会議に掛けられた。
フランクリン・ピアースの旅団は砲火の下で川を押し渉り、ジェイムズ・シールズの旅団も続いて、メキシコ軍の右側面に回った。左翼ではワース師団の部隊も川を渉ることに成功し、メキシコ軍防衛線の背後に達した。修道院の中の者以外の抵抗が崩れたが、修道院は今暫く持ち堪えた後に降伏した。
アメリカ軍のジェイムズ・M・スミス大尉が修道院の壁に上り、その部隊が防御の無くなった修道院に入ったときに過激なことをしないようにさせるために降伏の白旗を掲げた。トウィッグス将軍が数分後に到着し、軍隊の礼でメキシコ軍指揮官達を出迎え、アナヤ将軍に武器を渡すよう求めた。メキシコの史料では、アナヤが「もし弾薬が少しでもあれば、貴方方はここに居られなかっただろう」と答えたということである。

## 戦いの後
ニューヨーク州からの志願兵1個旅団がこの修道院を宿舎にし、9月7日までそこに留まった。彼等がそこを明け渡すとき、持てるだけのものを教会から戦利品として持ち出し、建物の聖域を汚し、菜園を破壊した。
スコット軍はチュルブスコでの勝利の後、メキシコシティまでわずか5マイル (8 km) を残すのみとなった。1ヶ月後、失敗に終わった休戦と交渉の後で、メキシコシティはアメリカ軍のために陥落した。

## 大衆文化の中で
テレビのミニシリーズ『南北戦争物語 愛と自由への大地』（原題："North and South"）、および映画"One Man's Hero"の中で、この戦闘の一部が描かれた。